# ایده، یاماگاتا
ایده، یاماگاتا (به لاتین: Iide, Yamagata) یک منطقهٔ مسکونی در ژاپن است که در Nishiokitama District واقع شده‌است. ایده ۳۲۹٫۶۰ کیلومتر مربع مساحت و ۷٬۵۵۸ نفر جمعیت دارد.